# Charles-Louis Hanon

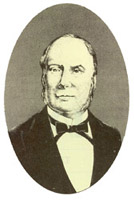
Charles-Louis Hanon

Charles-Louis Hanon (* 2. Juli 1819 in Renescure; † 19. März 1900 in Boulogne-sur-Mer) war ein französischer Pianist und Komponist. Bekannt wurde er für seine Arbeit Der Klaviervirtuose in 60 Übungen, die ein Standard für viele moderne Klavierlehrer wurde.

## Leben
Charles-Louis Hanon wurde in Nordfrankreich im Dorf Renescure am 2. Juli 1819 geboren. Er erhielt Orgelunterricht von einem örtlichen Lehrer. Es ist nicht bekannt, ob er eine weiterführende musikalische Ausbildung erhielt. Im Alter von 27 zog er von Renescure nach Boulogne-sur-Mer um, wo er mit seinem Bruder François, ebenfalls einem Musiker, lebte.
Musik war nie der alleinige Mittelpunkt von Hanon: Er war auch ein gläubiger Katholik, im Dritten Orden der Franziskaner und ein Mitglied der Gemeinschaft von St. Vincent de Paul. Angesichts seiner Spiritualität war Boulogne-sur-Mer eine ideale Wahl für seinen Wohnort: Neben seinen schönen Kirchen enthielt die Stadt auch zahlreiche religiöse Schulen und gemeinnützige Organisationen.

## Werke (Auswahl)

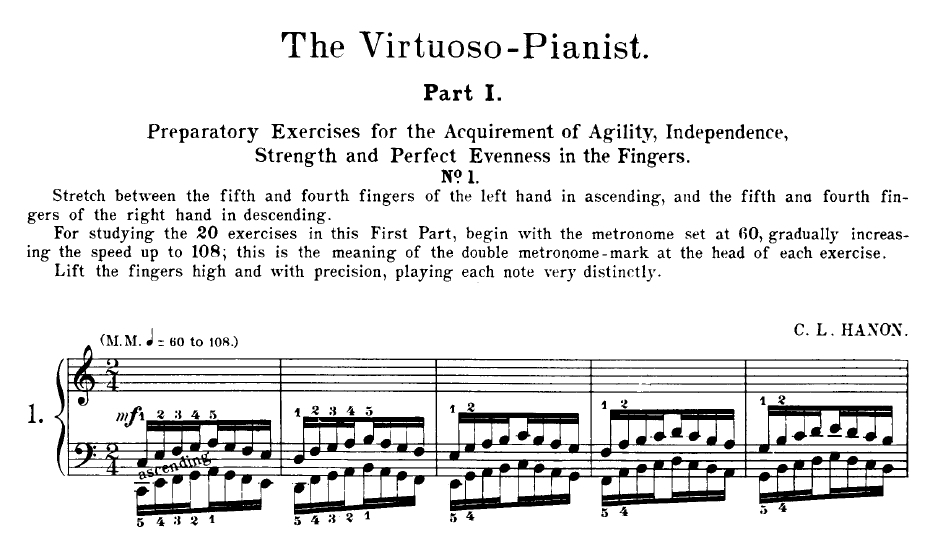
Erste Übung aus dem Werk Der Klaviervirtuose in 60 Übungen

Sein erstes veröffentlichtes Werk stammt aus dem Jahr 1854: Die Berge von Savoyen, eine Fantasie für Klavier. Mehrere Werke für die Verbreitung und zur Lehre von Klavier, Orgel und Harmonium folgten.
Charles-Louis Hanon ist am meisten für sein Werk Der Klaviervirtuose in 60 Übungen bekannt. Schwerpunkt der Übungen ist die Entwicklung von Geläufigkeit, Unabhängigkeit, Kraft und vollkommener Gleichheit der Finger. Es wurde zuerst 1873 in Boulogne-sur-Mer veröffentlicht und entwickelte sich zu einem weitverbreiteten Übungswerk. Es wurde in 12 Sprachen übersetzt und in der jüngeren Vergangenheit für verschiedene Instrumente (Akkordeon, Gitarre) und Musikstile (Jazz) angepasst. Die Übungen sind teilweise der Kritik ausgesetzt, unmusikalisches Musizieren zu fördern.